# 荒井邦彦
荒井 邦彦（あらい くにひこ、1970年 - ）は、千葉県出身の実業家、公認会計士、税理士、エンジェル投資家。インターネットM&A仲介のストライク創業者、同社代表取締役社長、M&A支援機関協会代表理事。

## 経歴
- 1989年 市川高等学校卒業[2][3]。
- 1992年 公認会計士試験第2次試験合格[4]。
- 1993年 太田昭和監査法人（現EY新日本有限責任監査法人）入所[2]。
- 1994年 一橋大学商学部卒業[5]。
- 1996年 公認会計士試験第3次試験合格[6]。
- 1997年 株式会社ストライク設立[2]。
- 1999年 日本初[7][8]のインターネットM&A市場「SMART」[9]を展開。
- 2016年 株式会社ストライクを東京証券取引所マザーズ市場に上場[10]。
- 2017年 株式会社ストライクを東京証券取引所一部に上場[11]。
- 2019年 株式会社フィル・カンパニー創業者の高橋伸彰、ことでんグループ代表の真鍋康正らと如水ベンチャーズ設立に参画し、1号ファンドに出資[12][13]。
- 2021年 一般社団法人M&A仲介協会理事[14]。
- 2022年 一般社団法人M&A仲介協会代表理事[15]。
- 2025年 一般社団法人M&A支援機関協会代表理事[16]。

## 人物
- 趣味は水泳、マラソン。安藤英義ゼミ出身[5]。

## 著書
- 『ベンチャー企業のための使える会社法』（税務経理協会）
- 『新株予約権と種類株式の実務』（第一法規）
- 『押さえておきたいM&A成功の要点』（経営ソフトリサーチ）
- 『M&Aで会社を高く買ってもらう重要ポイント』（中経出版）
- 『企業法務戦略』（中央経済社）
- 『できる社長は押さえている！会社の値段』（翔泳社）
- 『事例でわかる！オーナー経営者のためのM&A活用法』（大蔵財務協会）
- 『よくわかる中小企業の継ぎ方、売り方、たたみ方』（ウェッジ）

## DVD
- 『企業価値を高める-「M&Aによる事業売却と事業拡大のポイント」』（JPマーケティング）